# Arztbewertungsportal
Als Arztbewertungsportale werden Websites bezeichnet, die Benutzern die Möglichkeit geben, Ärzte und andere Angehörige von Heilberufen zu bewerten. Wegen der in der Regel fehlenden fachlichen Kompetenz der Patienten geht es hierbei nicht um die objektive Beurteilung medizinischer Leistungen und fachlicher Qualität, sondern um die subjektive Bewertung bestimmter Praxis- und Personenmerkmale, wie Freundlichkeit, Erreichbarkeit, Ausstattung, Organisation, Kommunikation, Tätigkeitsschwerpunkte und viele weitere Kriterien. Der Umfang der Berufsgruppen, die bewertet werden können, kann von Anbieter zu Anbieter unterschiedlich sein. Die meisten Portale verwenden dabei ein Schulnotensystem (von Note 1 = sehr gut bis Note 6 = ungenügend) oder vergeben Sterne (von null Sterne = ungenügend bis fünf Sterne = sehr gut).
Nutzer eines Portals können nach einem Praxisbesuch ihren jeweiligen Arzt, Zahnarzt oder psychologischen Psychotherapeuten bewerten, so er sich im Datenbestand des Portals befindet. Dazu ist in der Regel, jedoch nicht bei allen Portalen, die Anmeldung unter einem registrierten Benutzernamen notwendig, was eine anonyme Bewertung erschwert. Gleichwohl gilt das Recht auf freie Meinungsäußerung (Art. 5 Abs. 1 GG) auch innerhalb von Arztbewertungsportalen. Danach müssen sich Ärzte eine Bewertung durch Patienten gefallen lassen, solange diese weder ehrenrührig noch falsch ist und keine unbewiesene Tatsachenbehauptung darstellt.
Trotz hoher Besucherzahlen stehen Arztbewertungsportale wegen mangelnder Relevanz durch die bislang zu geringe Anzahl von Bewertungen, ungenügendem Schutz vor Manipulation und Missbrauch, sowie einer teils schwierigen Unterscheidung zwischen Patientenmeinungen und kostenpflichtigen Werbeeinträgen allgemein in der Kritik.

## Geschichte

### Portale
Das Portal checkthedoc.de mit Sitz in München ging im Jahr 2001 als vermutlich erstes deutsches Arztbewertungsportal online, ist jedoch inzwischen außer Betrieb. Im Jahr 2005 folgte helpster.de. 2007 gingen etliche weitere Portale online. Im Jahr 2008 startete zum ersten Mal eine Krankenversicherung (Securvita) ein Arztbewertungsportal mit healthpool.de, das allerdings nie über die Testphase hinaus online ging. Im Mai 2011 startete der AOK-Bundesverband ein eigenes Portal, den Arztnavigator, der sich noch in der Aufbauphase befindet. Bewertungen von Ärzten sind zunächst nur durch alle Versicherte der AOK, BARMER GEK und der Techniker Krankenkasse möglich. Das 2016 von Doctena übernommene Doxter ist primär für Online-Buchungen von Arztterminen und lässt Bewertungen nur nach bestätigten Terminen zu, um deren Seriosität zu erhöhen.

#### Bewertungs-Pools und Zusammenfassung der Bewertungen mehrerer Portale
Des Weiteren gibt es Angebote, die Arztbewertungen mehrerer Portale zusammenfassen. Basierend auf einer Studie lud die Stiftung Gesundheit im Jahr 2008 alle Portale zur Zusammenarbeit ein, die von ihr festgelegte Qualitätsstandards aufwiesen. Derzeit neun Arztbewertungsportale führen seitdem ihre jeweiligen Inhalte zur Arzt-Empfehlung zusammen. Aus diesen Daten erstellt die Stiftung überdies den Indikator Patientenzufriedenheit in dem von ihr selbst betriebenen Arztbewertungsportal. Eine Suchmaschine, die die Suchergebnisse einiger Portale zusammenfasst und auf einer Seite darstellt, aber auf die jeweiligen Portale verlinkt, wird unter aerztebewertungen.com angeboten.

#### Österreich
In Österreich ist docfinder.at – 2009 von Gerald Timmel gegründet – Marktführer, daneben deutlich abgeschlagen ist  arztsuche24.at präsent.

#### Schweiz
In der Schweiz ging im Jahr 2008 Medicosearch online. Neu an Medicosearch ist, dass in Zusammenarbeit mit Ärzten Qualitätskreise definiert wurden, die sicherstellen sollen, dass publizierte Ärztebewertungen den geforderten Qualitätsmerkmalen entsprechen. Seit 2015 gibt es ein weiteres Portal namens DocApp, Online Doctor Appointment.

### Krankenkassen und Arztbewertungsportale
Krankenkassen als öffentlich-rechtliche Einrichtungen dürfen selbst nicht in Eigenregie ein Arztbewertungsportal betreiben. Das Recht auf freie Meinungsäußerung gilt nur für natürliche Personen. Krankenkassen brauchen dazu einen Partner. Die Deutsche BKK bietet seit November 2009 als erste Krankenkasse in Deutschland eine Arztsuche mit Bewertungen auf ihrer Homepage. Sie hat dazu die Arzt-Auskunft der Stiftung Gesundheit eingebunden. Der AOK-Bundesverband realisiert den Arztnavigator in Kooperation mit der Weissen Liste der Bertelsmann Stiftung und der Barmer GEK. Der Arztnavigator war ursprünglich für den Herbst 2010 geplant. Nach einer Pilotphase in Berlin, Hamburg und Thüringen ging das Portal im Mai 2011 an den Start. Seit dem 24. Februar 2012 beteiligt sich auch die Techniker Krankenkasse an dem Projekt. Zudem ist die Beurteilung von Zahnärzten (mittels eines eigens entwickelten Fragebogens) seit diesem Zeitpunkt möglich.

### Akzeptanz
2011 ergab eine repräsentative Umfrage der Gesellschaft für Konsumforschung (GfK) im Auftrag des Arztbewertungsportals Jameda unter 1130 privaten Internetnutzern im Alter ab 14 Jahren, dass 22,6 Prozent der deutschen Internetnutzer bei der Auswahl des richtigen Mediziners auf Arztempfehlungsportale zurückgreifen. Rund 66 Prozent aller Befragten stützen sich bei der Arztwahl vor allem auf Empfehlungen aus dem Freundes- und Bekanntenkreis.

## Inhalte der Portale

### Bewertungen
Die Anzahl der Bewertungen variieren stark je nach Anbieter. In einer Stichprobe der Stiftung Gesundheit von 2008 stimmten die offiziellen Angaben der Anbieter nicht mit der vorgefundenen Menge überein. Auch laut den offiziellen Angaben kommen bislang mehrere Ärzte auf eine Bewertung. Ein direkter Nutzen für Patienten stellt sich jedoch erst ein, wenn sich für einzelne Ärzte mehrere Bewertungen wieder finden. Dies ist bislang nur vereinzelt der Fall.
Die verschiedenen Portale unterscheiden sich hinsichtlich des Umfangs der Bewertungen, die von umstrittenen One-Click-Votes bis zu ausführlichen Fragebogen reichen. Die Portale yourFirstmedicus.de und die Arzt-Auskunft der Stiftung Gesundheit bieten neben Patienten-Bewertungen auch Arzt-Arzt-Empfehlungen. Ärzte können also andere Ärzte empfehlen. Für das Portal bessereaerzte.de können Bewertungen ausschließlich in der Praxis selbst abgegeben werden.
Die Qualität vieler Arztbewertungsportale (Nützlichkeit für den Verbraucher, Transparenz des Bewertungsverfahrens, Unabhängigkeit von finanziellem Interesse) wird zunehmend kritisch hinterfragt. Bundesärztekammer und Kassenärztliche Bundesvereinigung haben zur Orientierung von Nutzern, Portalbetreibern und Ärzten eine Checkliste zur Qualitätsbewertung solcher Portale veröffentlicht und lassen durch das Ärztliche Zentrum für Qualität in der Medizin existierende Portale bewerten.

### Daten
Die meisten Bewertungsportale haben umfangreiche Datensätze, in denen die Namen und Anschriften der Ärzte in Deutschland aufgelistet sind. Einige wenige bieten den Ärzten an, auf deren Wunsch hin ihre Einträge aus den Listen zu löschen (beispielsweise topmedic.de). Das heißt, wenn ein Arzt nicht bewertet werden möchte, wird er das auch nicht. Andere Portale geben Usern die Möglichkeit, Einträge für Arztpraxen anzulegen. Das birgt allerdings die Gefahr doppelter oder falscher Einträge – etwa durch Tippfehler.

### Gesundheitsportale
Einige Portale bieten nicht nur die Möglichkeit, Ärzte bzw. Kliniken zu bewerten, sondern auch redaktionelle Inhalte zu Gesundheitsthemen. Sie sind daher im engeren Sinne nicht als Arztbewertungsportale, sondern als Gesundheitsportale zu verstehen. Beispielsweise sind das netdoktor.de, imedo.de, medfuehrer.de, qimeda.de, sanego.de oder yourFirstmedicus.de.

### Sicherheit
Die meisten Arztbewertungsportale haben technische Sicherheitskontrollen wie Wortfilter und Plausibilitätsprüfungen, die vor Missbrauch schützen und Beleidigungen sofort aussortieren sollen. Einige wenige Portale lassen auch Freitexte, die eine Bewertung begründen, vor deren Freischaltung redaktionell überprüfen. Andere bieten eine Freitexteingabe erst gar nicht an. Wieder andere Portale veröffentlichen Freitexteingaben nicht im Internet, sondern schicken diese lediglich per E-Mail an den Arzt zur persönlichen Kenntnisnahme. Zudem können Ärzte ihre Befragungsergebnisse kommentieren.

### Sonstiges
Einige allgemeine Bewertungsportale bieten ihren Nutzern zusätzlich die Möglichkeit der Bewertung von Ärzten und anderen medizinischen Dienstleistern an. Ein Beispiel hierfür ist Yelp; vormals Qype.

## Qualität der Bewertungsportale
Das Ärztliche Zentrum für Qualität in der Medizin (ÄZQ) hat ihren Anforderungskatalog an Arztbewertungsportale überarbeitet und 2012 ein zweites Clearingverfahren durchgeführt. Grundlage der aktuellen Bewertung ist der Kriterienkatalog „Gute Praxis Bewertungsportale“, der in zweiter Auflage 2011 erschienen ist: Ein Expertenkreis hat hier unter Moderation des ÄZQ 42 Qualitätskriterien für Arztbewertungsportale formuliert. Dabei berücksichtigen die Experten rechtliche Vorgaben, Datenschutzfragen, Transparenz, den Schutz vor Missbrauch und auch die Nutzerfreundlichkeit. Die Begutachtungen sind teilweise öffentlich zugänglich.
An anderer Stelle wird daran Kritik geübt, dass das Interesse an einer aktiven Bewertung von Leistungen durch die Patienten denkbar gering und somit eine entsprechende Relevanz nicht gegeben sei. Zudem seien häufig Werbung und Inhalt nicht klar zu trennen, und die Möglichkeiten zur Manipulation von Informationen nicht genügend ausgeräumt. Die Geschäftsmodelle insbesondere privater Portalbetreiber beinhalten nicht selten eine Bereitstellung von kostenpflichtigen Werbeflächen für Praxisinhaber zur Eigenvermarktung und Selbstdarstellung mit dem Hinweis auf die Steigerungsmöglichkeiten der Privatpatientenquoten sowie für Banner- und Anzeigenwerbung für industrielle Kunden. Somit wären sie in erster Linie ein Werbeportal.

## Rechtslage
Die Bewertungsportale waren anfangs sehr umstritten. Ärzte wollten nicht von Patienten bewertet werden. Außerdem stand die Gefahr der Manipulation dieser Portale im Mittelpunkt der Diskussionen. Ärzte fürchteten, dass nicht Patienten, sondern andere Ärzte sich unter falschen Namen anmelden und sich selbst Bestnoten, ungeliebten bzw. konkurrierenden Kollegen hingegen schlechte Noten geben könnten. Auch die Ärztekammern sind den Portalen gegenüber skeptisch bis ablehnend eingestellt.
Da das Recht auf freie Meinungsäußerung durch das Grundgesetz gesichert ist (Art. 5 Abs. 1 GG), sind auch Arztbewertungsportale hinsichtlich der Meinungsäußerung über Heilberufsangehörige geschützt. So auch das OLG Frankfurt. Das Gericht betont jedoch, „dass sich eine Meinungsäußerung durch Subjektivität und Elemente der Stellungnahme auszeichne. Nutzern einer Bewertungsplattform sei es daher bewusst, dass die Bewertungen keine wissenschaftlichen Standards erfüllen“. Einträge hingegen sind rechtswidrig, wenn diese ehrverletzend (Schmähkritik) oder unwahr sind. Tatsachenbehauptungen müssen ggf. einer rechtlichen Prüfung standhalten, die ggf. eine Unterlassungserklärung nach sich ziehen können, die zu einer Zwangslöschung des Eintrags führt. Bewertungsportale vermeiden dieses Prozessrisiko, indem sie selbst umgehend Einträge entfernen, die Tatsachenbehauptungen beinhalten, oder sie unterbinden von vornherein die Möglichkeit einer freien Texteingabe. In letzterem Fall hat der Bewerter nur die Möglichkeit, vorgegebene Meinungskriterien anzuklicken. Die aktuelle Rechtsprechung orientiert sich am Urteil des Bundesgerichtshofs. Demnach hat ein Forumsbetreiber entsprechende Einträge zu entfernen, wenn er darauf aufmerksam gemacht wird. Dabei ist es unerheblich, ob die Person, die die Beleidigungen ausgesprochen hat, bekannt ist oder nicht. Ein Rechtsanspruch wird nicht nur gegen die beleidigende oder tatsachenbehauptende Person, sondern auch gegen den Forumsbetreiber gültig, wenn dieser die Einträge nicht entfernt.
Beispiel für Meinungsäußerung:

Ich fühlte mich falsch behandelt.
Beispiel für Tatsachenbehauptung:

Ich wurde falsch behandelt.
Beide Formulierungen haben aber letztlich keinen Aussagewert, da der Patient nach wissenschaftlichen Kriterien auch tatsächlich richtig behandelt worden sein kann, aber im ersten Fall nur nach Meinung des Patienten, im zweiten Fall nach Überzeugung des Patienten falsch behandelt wurde. Ebenso kann aber eine Behandlung auch nach wissenschaftlichen Erkenntnissen falsch gewesen sein, aber der Patient hatte zum Zeitpunkt seiner Arztbewertung das Gefühl, richtig behandelt worden zu sein.
Wer eine ehrrührige Tatsachenbehauptung aufstellt, muss diese beweisen können. Die Beweislast liegt nicht bei demjenigen, der den Unterlassungsanspruch durchsetzen will, sondern bei demjenigen, der die Behauptung aufgestellt hat. Wegen übler Nachrede macht sich nach § 186 StGB derjenige strafbar, der eine ehrrührige Tatsache verbreitet, wenn diese nicht nachweislich wahr ist. Es kann also sein, dass die Tatsache tatsächlich wahr ist, der Verbreiter sie jedoch nicht beweisen kann. Da hilft es dem Täter auch nicht, dass er von dem Wahrheitsgehalt überzeugt ist. Ähnliches gilt für den Straftatbestand der Verleumdung nach § 187 StGB.
Das Landgericht Hamburg hat in einem Urteil vom 20. September 2010 entschieden, dass Ärzte auch gegen ihren Willen in einem Bewertungsportal gelistet werden dürfen. Voraussetzung ist, dass die Adressdaten ohnehin schon öffentlich zugänglich sind.
In den Vereinigten Staaten ist das Unternehmen Medical Justice bestrebt, Patienten durch Verträge an Online-Kritiken von Ärzten zu hindern.